# Gran Premio di Lugano 2014
Il Gran Premio di Lugano 2014, trentunesima edizione della corsa, valido come evento dell'UCI Europe Tour 2014 categoria 1.1, fu disputato il 2 marzo 2014 su un percorso di 169,4 km. La vittoria andò all'italiano Mauro Finetto, al traguardo con il tempo di 4h12'14" alla media di 40,29 km/h.
Alla partenza erano presenti 171 ciclisti, dei quali 104 completarono la gara.

## Squadre partecipanti
| N.      | Cod. | Squadra                   |
| ------- | ---- | ------------------------- |
| 1-8     | CAN  | Cannondale Pro Cycling    |
| 11-18   | LAM  | Lampre-Merida             |
| 21-28   | OGE  | Orica-GreenEDGE           |
| 31-38   | ALM  | AG2R La Mondiale          |
| 41-48   | COL  | Colombia                  |
| 51-58   | IAM  | IAM Cycling               |
| 61-68   | BAR  | Bardiani Valvole-CSF Inox |
| 71-78   | YEL  | Yellow Fluo               |
| 81-88   | MTN  | MTN-Qhubeka               |
| 91-98   | RVL  | RusVelo                   |
| 101-108 | VFN  | Vini Fantini-Nippo        |

| N.      | Cod. | Squadra                  |
| ------- | ---- | ------------------------ |
| 111-118 | MKT  | Meridiana-Kamen Team     |
| 121-128 | RAR  | Radenska                 |
| 131-138 | ADR  | Adria Mobil              |
| 141-148 | RSW  | Gourmetfein Wels         |
| 151-158 | TIK  | Itera-Katusha            |
| 161-168 | IDE  | Team Idea                |
| 171-178 | LDT  | Leopard Development Team |
| 181-188 | AZT  | Area Zero Pro Team       |
| 191-198 | MGK  | MG Kvis-Trevigiani       |
| 201-208 | VBG  | Team Vorarlberg          |

## Ordine d'arrivo (Top 10)
| Pos. | Corridore         | Squadra       | Tempo    |
| ---- | ----------------- | ------------- | -------- |
| 1    | Mauro Finetto     | Yellow Fluo   | 4h12'14" |
| 2    | Sonny Colbrelli   | Bardiani-CSF  | s.t.     |
| 3    | Diego Ulissi      | Lampre-Merida | s.t.     |
| 4    | Damiano Cunego    | Lampre-Merida | s.t.     |
| 5    | Jérôme Pineau     | IAM Cycling   | s.t.     |
| 6    | Maxime Bouet      | AG2R La Mond. | s.t.     |
| 7    | Jarlinson Pantano | Colombia      | s.t.     |
| 8    | Matej Mugerli     | Adria Mobil   | s.t.     |
| 9    | Davide Formolo    | Cannondale    | s.t.     |
| 10   | Paolo Ciavatta    | Area Zero     | s.t.     |